# 亨德森維爾 (密西西比州)
亨德森維爾（英語：Henderson）是位於美國密西西比州亞洛布沙縣的鬼鎮。

## 地理
亨德森維爾所處的海拔為高於海平面112米（即367英呎），而該地所採用的時區為UTC-6，即北美中部時區（CST）。同時該地設有夏令時間，為UTC-6調快一小時，即UTC-5（CDT）。